# Olivier Auriac
Olivier Auriac (Saint-Georges-de-Didonne, 14 september 1983) is een Franse voetballer (middenvelder) die sinds 2007 voor de Franse eersteklasser Angers SCO uitkomt. Eerder speelde hij voor Girondins de Bordeaux en Stade Brestois. 